# Noards

Noards este o comună în departamentul Eure, Franța. În 1 ianuarie 2022 avea o populație de 61 de locuitori.